# Vicente Guilló

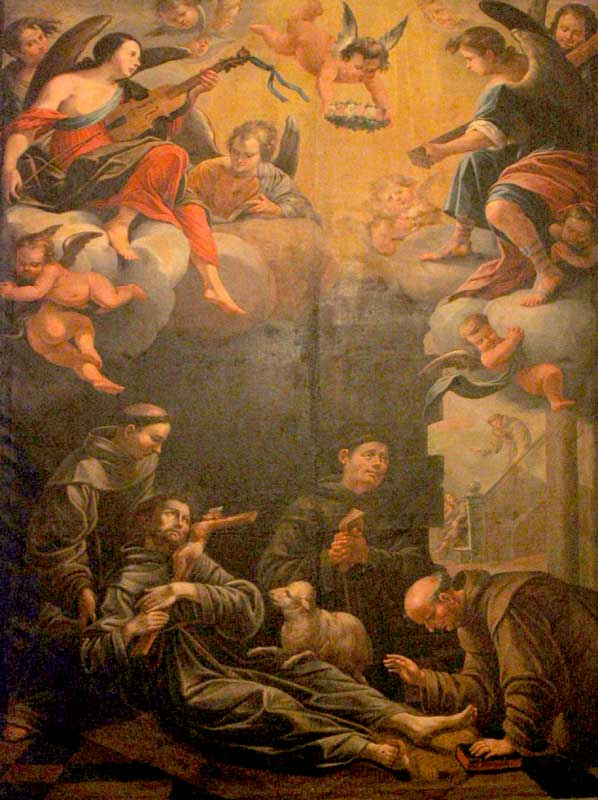
Muerte de San Francisco de Asís, Convento de franciscanos de Teruel, óleo sobre lienzo firmado por Vicente Guilló.

Vicente Guilló (Vinaroz, Castellón, 1647-Valencia, 1698) fue un pintor barroco español, especializado en un tipo de pintura al fresco de marcado carácter decorativo y pródiga en la representación de elementos arquitectónicos fingidos. Su escasa producción conservada muestra una dependencia, todavía por determinar, con la obra de algunos pintores de la escuela madrileña como Juan Carreño de Miranda o Francisco Rizi, siendo en tierras valencianas un modesto exponente de la pintura de quadratura, introducida en España por los pintores boloñeses Mitelli y Colonna. Fue el iniciador y la figura más relevante de una saga familiar de pintores en la que también destacaron sus hermanos Eugenio, que colaboró con él en más de una ocasión y Florencio Guilló, que desarrolló su producción en la ciudad de Valencia, a comienzos del siglo XVIII.

## Biografía
Nacido en Vinaroz (Castellón), hijo de Vicente Guilló, sastre, y de Paula Barceló, segundo de nueve hermanos, fue bautizado el 2 de febrero con el nombre de Joseph Vicent Domingo. Se desconoce todo lo relativo a su formación artística, que debió de tener lugar fuera de su ciudad natal, en la que reaparece documentalmente en 1673 para contraer matrimonio con Paula Cano. El mismo año actuó de padrino en la confirmación de su hermano Eugenio, diecinueve años menor, a quien enseñará el arte de la pintura. En Vinaroz permaneció al menos hasta 1685, desplazándose por cortos períodos a diversos pueblos del interior de Castellón en los que realizó trabajos tanto de pintura al óleo como de dorado. 
Más tarde se trasladó a Albocácer, donde entre 1687 y 1690 decoró la ermita de San Pablo, mencionándose ya a Eugenio como su colaborador, Alcalá de Chivert, 1692, y San Mateo, donde pintó entre 1692 y 1694 dos lienzos para la ermita de la Virgen de los Ángeles en competencia con José Orient. Al mismo tiempo comenzó a trabajar en la iglesia de San Juan del Mercado de Valencia, pintando en 1693 los frescos de la capilla de la Comunión; hoy desaparecidos, al ser sustituidos en el siglo XVIII por el conjunto pictórico del académico José Vergara. 
En 1695 se estableció en Valencia, acompañado por Eugenio, contratado por la parroquia de San Juan del Mercado o de los Santos Juanes para las pinturas de la bóveda de la nave y el presbiterio. Dos años después, sin embargo, descontentos los clérigos de los Santos Juanes con lo que llevaba realizado en las bóvedas y lunetos, solicitaron la supervisión de Antonio Palomino, quien emitió un informe enteramente desfavorable, tanto por lo que se refería a la técnica empleada —subrayando que en muchas zonas no se había pintado al fresco sino al temple—, como por su ejecución, en la que se habían empleado figuras pequeñas sin las debidas proporciones y sin tener en consideración la distancia desde la que debían ser vistas, resultando de ello gran confusión. Por el mismo informe consta también que el autor del programa iconográfico, que Palomino elogia, había sido el clérigo y pintor Vicente Victoria. En vista de este informe, la Junta de Fábrica rescindió el contrato con Guilló, pagándole una indemnización considerable, y traspasó la ejecución de los frescos a Palomino. A consecuencia de este fracaso, según se dice, sufrió un ataque cerebrovascular, falleciendo el 12 de marzo de 1698 en Valencia, donde fue enterrado en la misma iglesia de los Santos Juanes en la que poco antes había fracasado como pintor.

## Obra

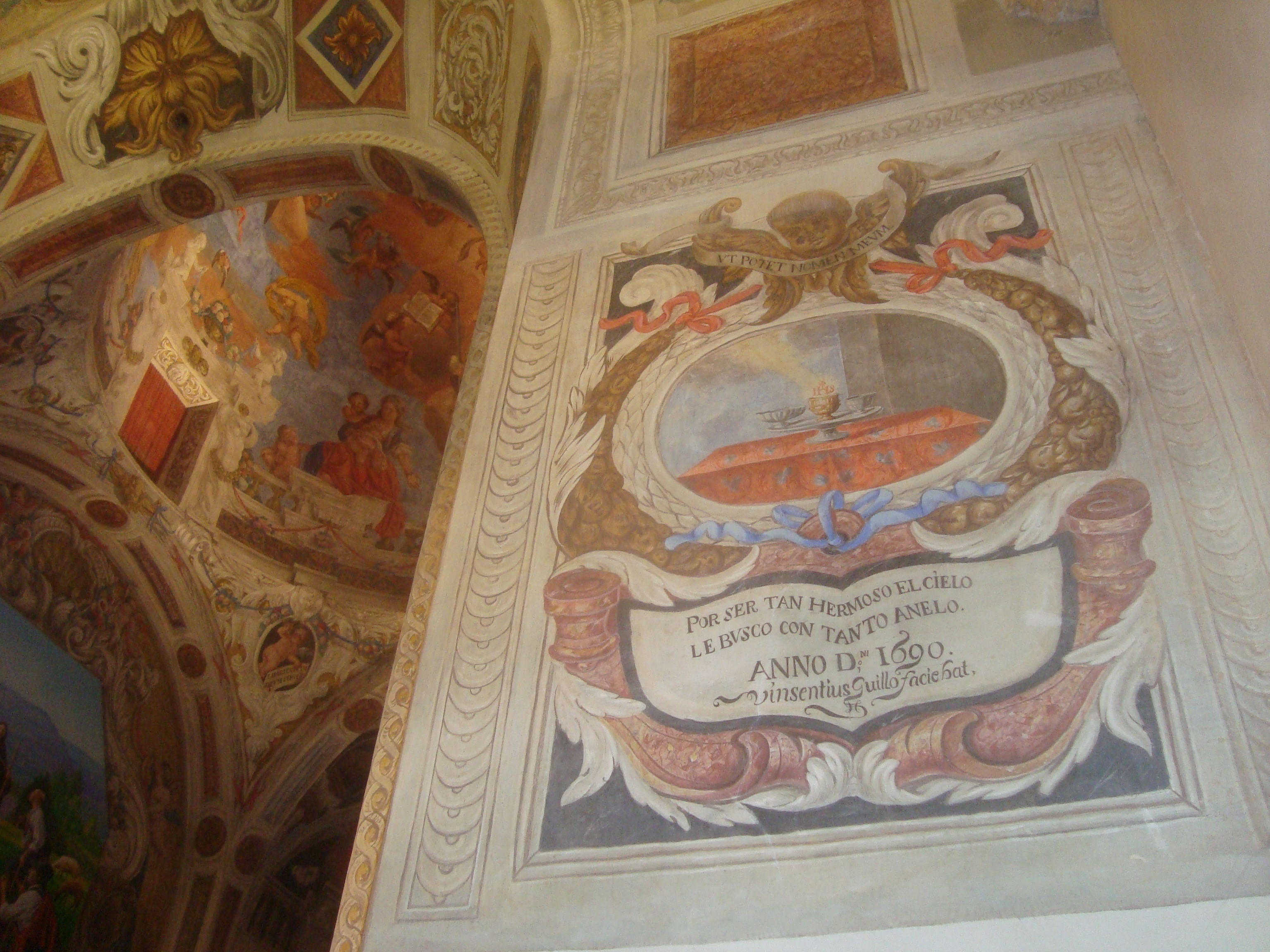
Emblema y firma de Vicente Guilló en las pinturas al fresco de la ermita hospedería de San Pablo de Albocácer, 1690.

Perdidas buena parte de las obras documentadas, de sus labores decorativas al fresco únicamente restan las pinturas de la ermita de San Pablo de Albocácer, firmadas en 1690, en las que representó en la cúpula la apoteosis de los santos Pedro y Pablo, en medio de una gloria celestial presidida por la figura del Padre Eterno y las virtudes teologales, y algunos de los frescos pintados para la capilla de la Comunión en la iglesia de los Santos Juanes, muy deteriorados tras ser incendiada la capilla en 1936. Quedan en esta iglesia, además, las arquitecturas fingidas de once de los lunetos de la nave. La solución adoptada finalmente por Palomino, que concibió la bóveda como un espacio unitario, donde las figuras, con un poderoso sentido de la perspectiva sotto in su, se arremolinan en el espacio celestial conforme a la nueva manera introducida por Luca Giordano en España, en detrimento de la compartimentación arquitectónica a la manera de Mitelli y Colonna, que es la empleada aún por Guilló, podría explicar su fracaso.
En el año 2013, con motivo de la exposición Pulchra Magistri. L'esplendor del Maestrat a Castelló, organizada por la Fundación La Luz de las Imágenes, se descubrió en Vinaroz un importante conjunto formado por más de 1500 metros cuadrados de pinturas representando arquitecturas fingidas en la iglesia de Nuestra Señora de la Asunción. Estas se encontraban ocultas en tres de las fachadas del templo: norte, este y oeste. La hipótesis que maneja la fundación apunta a que pudieron ser realizadas por algún miembro de la familia Guilló.
Algo más se conserva en pintura al óleo, como la pareja de lienzos que representan David tocando el arpa en presencia del rey Saúl y El rey David tocando el arpa, que sirvieron en el pasado como puertas del desaparecido órgano de la iglesia de Alcalá de Chivert. Firmadas y fechadas en 1690, las pinturas fueron restauradas por la Fundación La Luz de las Imágenes, apareciendo en algunas exposiciones y hoy se exhiben en el museo de la parroquia.
En el convento de San Francisco de Teruel se conservan un conjunto de tres lienzos representando algunos pasajes de la vida de San Francisco de Asís. El de mayores proporciones representa la Muerte de San Francisco de Asís y se encuentra firmado por Vicente Guilló en el año 1688. En las dos pinturas de menor tamaño representó los temas de Santo Domingo y San Francisco protegiendo al mundo de la ira de Dios y La comida de San Francisco y Santa Clara en el convento de Santa María de los Ángeles. Estas pinturas formaron parte de la exposición Pulchra Magistri. L'esplendor del Maestrat a Castelló, en la que también se presentó del pintor un Niño Jesús de Pasión perteneciente a la colección del Museo de Bellas Artes de Valencia.
Para la iglesia arciprestal de Vinaroz pintó diferentes lienzos como el del Bautismo de Cristo (1673) o los de la Asunción de la Virgen y la Coronación de la Virgen por la Santísima Trinidad. Todos ellos desaparecieron, al igual que las pinturas que realizó en 1692 para la ermita de Nuestra Señora de los Ángeles de San Mateo. Entre sus obras en paradero desconocido también se debe mencionar una Adoración de los Reyes (1690) que se encontraba en el Hospital de Santa Tecla en Tarragona.